# Eurytoma mordax
Eurytoma mordax är en stekelart som beskrevs av Girault 1915. Eurytoma mordax ingår i släktet Eurytoma och familjen kragglanssteklar. Inga underarter finns listade i Catalogue of Life.